# Marco Sassella
Marco Sassella (Sorengo, 6 gennaio 1976) è un ex cestista svizzero.

## Palmarès
- Campione di Svizzera (2001, 2002, 2003, 2004, 2006)
- Coppa di Svizzera (1999, 2001, 2005)